# Montrequienne
Montrequienne est un village et une annexe de la commune française de Rurange-lès-Thionville dans le département de la Moselle. De 1790 à 1812, Montrequienne était une commune indépendante.
Il comprend deux stades de football, une chapelle, un cimetière, trois arrêts de bus, un centre équestre et une école maternelle. On appelle les habitants de Montrequienne les Montrequiennois et les Montrequiennoises.

## Géographie
Ce petit village mosellan se trouve à environ 16 km de Metz et 13 km de Thionville, les deux plus grandes villes du département.
L'entité communale de Rurange-Montrequienne-Logne dispose de 2 494 habitants et se trouve à 218 mètres d'altitude.

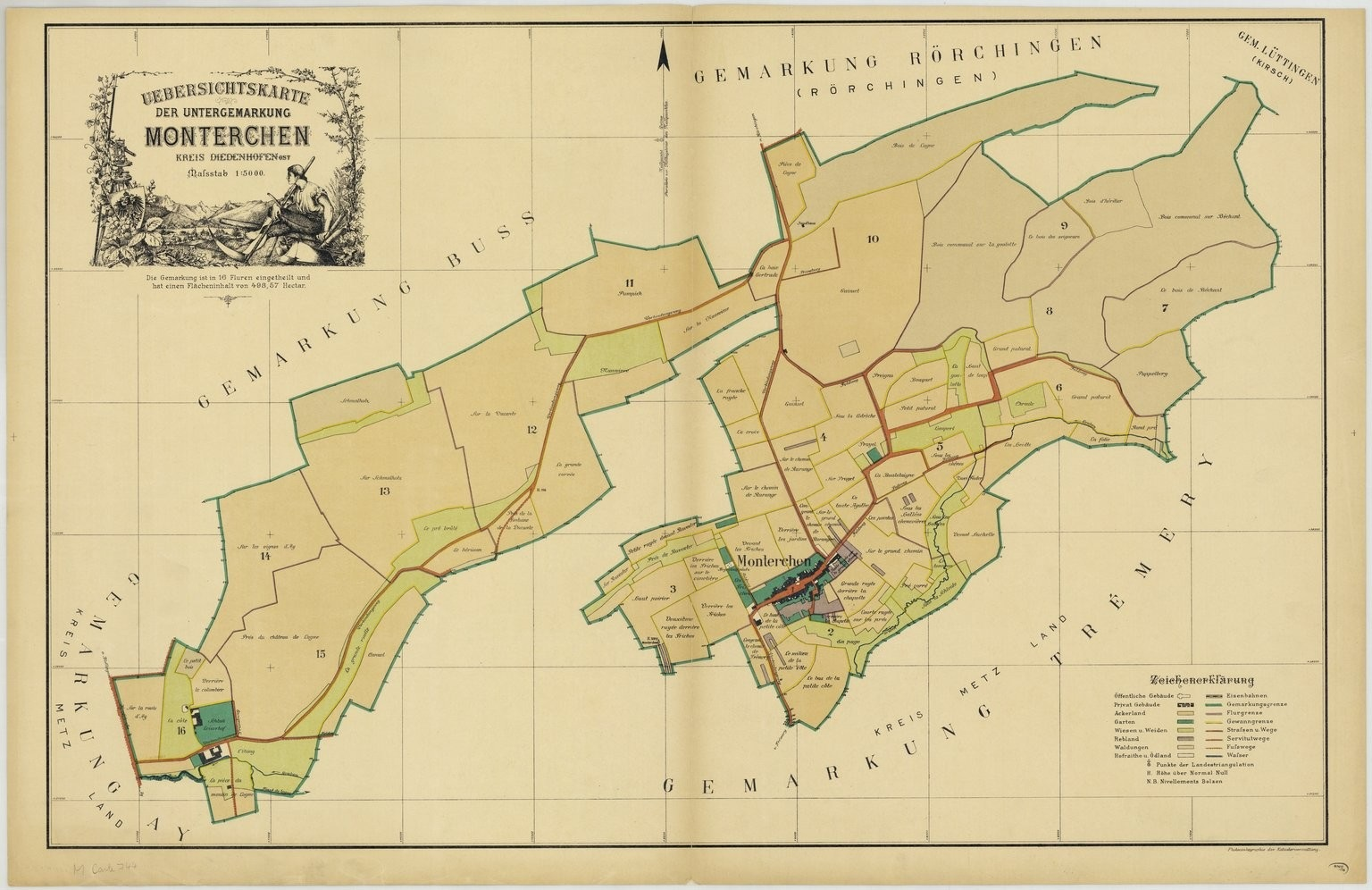
Plan cadastral de Montrequienne, incluant Logne, au début du XXe siècle.

## Toponymie
- Suivant M. Teissier, son nom originel serait Münsterchen ou petit Münster, nom germanisé de monasterium[4],[5].
- Anciennes mentions : Montigney (1344), Monterchin (1403), Monterchen (1473), Mondrich (1584), Mont-Kerchen (XVIIe siècle), Muterkind (1610), Montrechien (1681), Monterchen et Montrequenne (XVIIIe siècle), Monterkange (1756)[1].
- Montretcheune en lorrain roman[6]. Minstringen[1] et Minschtréngen[7] en francique lorrain. Monterchen en allemand[1].

## Histoire
Fief mouvant de la seigneurie de Rodemack en 1681.
Ancienne province luxembourgeoise, c'est en 1668 que François Ottringer fit hommage au roi de France en lui faisant don du château de Logne. La seigneurie releva de la famille de Guerschin jusqu'à la Révolution. 
Les hameaux de Montrequienne et de Logne furent rattachés à Rurange-lès-Thionville en 1812.

### Vestiges préhistoriques et antiques
Plusieurs sites néolithiques avec mobilier sont présents sur Rurange et Montrequienne, ainsi que des tombes mérovingiennes découverte en 1964. Il y a aussi des traces d'une voie romaine, près du château de Logne.

## Lieux et monuments

### Architecture sacrée
La chapelle Saint-Laurent, reconstruite en 1823, est située près de la statue de Saint-Laurent datant du XIVe siècle. On y retrouve plusieurs calvaires dont l'un du XVe siècle.

## Démographie
| 1793 | 1800 | 1806 |
| ---- | ---- | ---- |
| 192  | 188  | 198  |